# Isola del Lago Arvo
L'Isola del Lago Arvo è un isolotto situato nell'omonimo lago artificiale.

## Formazione e geologia
L'isola si è formata a seguito al riempimento del bacino lacustre avvenuto tra il 1927 e il 1931 quando il corso del fiume Arvo venne sbarrato per creare un bacino idroelettrico: è la parte non sommersa di un monte nella zona del bacino. Geologicamente è composta da argilla, terra e sabbia.

## Flora e fauna
Sull'isolotto la flora non è molto varia: vi sono alcuni alberi; erbe e muschi vi crescono abbondanti. Sull'isola la fauna è pressoché assente: sono presenti insetti di passaggio. Nelle acque del lago, in prossimità dell'isola, abitano pesci tra cui trote e persici.